# El quinto hijo
El quinto hijo (en inglés, The fifth child) es una novela de la escritora británica-zimbabuense y Premio Nobel de Literatura Doris Lessing publicada en 1988, que ha sido traducida a varios idiomas. Describe los cambios en la vida feliz de una joven pareja casada, Harriet y David Lovatt, como consecuencia del nacimiento de Ben, su quinto hijo. Lessing escribió una secuencia de esta historia titulada Ben, en el mundo (2000) que se enfoca en la vida de Ben después de haber dejado a su familia.

## Sinopsis
Cuando David Lovatt conoce a Harriet en una fiesta de oficina, surge un enamoramiento mutuo al instante. Ambos comparten los mismos pensamientos conservadores que perciben como una rareza en el Londres de la década de 1960. 
Los dos se casan y compran una casa grande en una pequeña villa en los alrededores de Londres. Planean tener muchos hijos, un deseo que no escapa a las críticas de sus familiares más cercanos. Para el tiempo en que ya son padres de cuatro hijos (dos niños y dos niñas), su casa se convierte en un centro de regocijo y esparcimiento no solo para ellos, sino también para algunos de sus parientes y amigos que les visitan frecuentemente. Esto continúa hasta que Harriet pare a un quinto hijo después de haber soportado un doloroso embarazo, cuyas características físicas y comportamentales alteran la cotidianeidad de sus padres y hermanos, trayendo sufrimiento a la familia consigo.

## Personajes
- Harriet Lovatt. Esposa de David y madre de Ben. Es la primera persona que nota las características anormales de su quinto hijo.
- David Lovatt. Esposo de Harriet y padre de Ben. 
  - Luke. El primer hijo de Harriet y David
  - Helen. La segunda hija de Harriet y David
  - Jane. La tercera hija de Harriet y David
  - Paul. El cuarto hijo de Harriet y David
  - Ben. El quinto hijo de Harriet y David, en quien se enfoca la historia
- James Lovatt. Padre de David y Deborah, esposo de Jessica y exesposo de Molly
- Molly. Madre de David y Deborah, exesposa de James. Junto con su esposo Frederick, es quien plantea la idea de llevar a Ben a una institución
- Dorothy. Madre de Harriet. Presta su ayuda en los quehaceres de la casa de Harriet mientras estaba embarazada
- Sarah. Hermana de Harriet. Esposa de William con quien ya tiene hijos, incluida Amy, quien tiene síndrome de down
- Angela. Hermana de Harriet.
- John. Joven que se encarga de cuidar a Ben en su infancia. En algún momento se muda a Mánchester por cuestiones laborales.
- Doctor Gilly. Especialista a quien busca Harriet en Londres.
- Mary Jones. Alumna del colegio donde estudia Ben y a quien él eventualmente golpea
- Billy, Derek, Elvis y Vic. Miembros de la pandilla de Ben a la que se une en su adolescencia. Eventualmente se convierte en su líder.

## Temas

### Idealismo versus Pragmatismo
A través de la novela, Harriet y David tienen dificultades para determinar cómo ser pragmáticos ante una situación difícil. Sin embargo, sus interpretaciones individuales de lo que es una acción pragmática se diferencian mientras la historia avanza: Harriet interpreta la magnitud de los problemas de Ben como una razón, en el nombre del pragmatismo, para centrar su energía en él; David, en cambio, toma una postura general respecto a la situación, determinando que es más práctico centrar sus energías en sus otros cuatro hijos, renunciando a sus esperanzas idealistas de integrar a Ben dentro de la vida familiar. La ambigüedad de la novela sobre cuáles acciones pueden ser consideradas como pragmáticas y cuáles como idealistas muestran la dificultad de saber, en el momento, qué es lo correcto. Aunque a pesar de tal ambigüedad, Lessing parece sugerir que la postura de David —si se toma como base las acciones desde un punto de vista general— conduce a mejores resultados.  
Al comienzo de la historia, David y Harriet son dos personas prácticas que averiguan que tienen una meta impráctica en común: formar una familia extensa conformada por tantos hijos como diez. Se casan relativamente rápido y adquieren una nueva y costosa casa, cuyo tamaño se ajusta a sus propósitos. Idean un plan para pagarla trabajando por al menos dos años, antes de tener hijos. Aunque este plan pueda parecer pragmático, los dos exhiben su idealismo cuando Harriet queda embarazada de su primer hijo poco después de casarse. A la luz de su nueva realidad, mantienen su idea de tener muchos hijos, a pesar de la hipoteca que cargan en sus espaldas. Casi inmediatamente, se deslindan del plan que habían propuesto realizar, creyendo ingenuamente que todo saldrá bien porque son muy felices juntos. Es en esa parte de la historia donde Lessing comienza a hacer distinciones entre las ideas pragmáticas de Harriet y David. Mientras David se encarga de trabajar tanto como puede para solventar los problemas familiares en el plano financiero, Harriet se muestra abierta a aceptar la ayuda financiera ofrecida por su suegro. Después del nacimiento de Ben, tales diferencias de la idea de pragmatismo entre la pareja se tornan más profundas. Cuando Ben lastima el brazo de su hermano Paul, mata a las mascotas familiares y, muestra indicios de querer matar a otro animal, Frederick, el padrastro de David, insiste en que no hay otra opción que internar a Ben en una institución debido al peligro que representa para la seguridad de los demás. Esta decisión está fundamentada enteramente en el pragmatismo: él cree que es mejor salvar a los otros niños que salvar solo a uno. Harriet, que guarda la esperanza de que su hijo tenga remedio, se muestra reacia a aceptar esta decisión, por lo que David toma la tarea de buscar una institución para Ben. Cuando un auto llega a casa por Ben, es David quien ha empacado todas sus cosas y quién lo ingresa a la fuerza en el vehículo, acatando el consejo de los miembros más prácticos de su extensa familia. 
Harriet y David experimentan el ambiente de la familia ideal después de la «partida» de Ben, disfrutando a sus otros hijos de una manera que no habían sido capaces de hacer antes. La madre, sin embargo, se muestra preocupada por cómo estará siendo tratado Ben en la institución e insiste en realizar una visita. Cuando llega, encuentra a Ben casi desnudo, drogado e inconsciente, con una camisa de fuerza impregnada de orina. Queda claro para ella que Ben morirá si se queda en la institución, por lo que decide llevarlo de vuelta a casa. Aunque ella considera su decisión pragmática —la cual considera solo las necesidades de Ben—, David considera su actuar como idealista, pues su decisión está basada en una fantasía en la que Ben puede ser rehabilitado, a expensas de los demás miembros de la familia. 
Con Ben de regreso en su casa, surge el caos y la familia se distancia. Con la versión del pragmatismo de Harriet venciendo a la de David, cada uno de los otros cuatro hijos se consume en miedo y frustración hacia su hermano menor y, uno por uno, van dejando la casa. Entre tanto, aunque Harriet todavía conserva la esperanza de que Ben pueda hallar una forma de vida fundamentada en la compasión y con un propósito, él permanece indiferente a la familia, cayendo en la compañía de una pandilla callejera. Este final puede sugerir que, aunque ni la opción de dejar a Ben en una institución ni la opción de traerlo de vuelta a casa hubieran sido ideales, el pragmatismo que toma en cuenta la suma total de factores en una situación, en lugar de centrarse en un solo aspecto, habría tenido mejores resultados.

### Conformidad y Alteridad
En lugar de aceptar a su hijo Ben, con todas sus características, Harriet y David tratan de cambiarlo para que pueda encajar en el modelo de vida familiar que ellos anhelan. Su intento, sin embargo, no sólo fracasa sino que provoca el distanciamiento total de la familia, lo que empuja a Ben a encontrar simpatía y aceptación fuera de su casa. A través de la historia de la desintegración de la familia y la búsqueda de Ben de una conexión familiar fuera de la suya, Lessing postula que la conformidad estricta crea las condiciones por las cuales las personas se vuelvan marginales o parias. Aunque lo anterior puede ser considerado como perjudicial para quienes se sienten o identifican como diferentes o inferiores, Lessing demuestra que las comunidades integradas por marginados o parias pueden ser un refugio útil para quienes no son aceptados en otra parte. Los padres de Ben tal vez hubieran podido hacer algo mejor que juzgar a su hijo por sus diferencias; en el comienzo de la novela, ellos mismos fueron objeto de ostracismo por sus valores tradicionales, considerados como anticuados en el contexto de los años 1960 —época en la que tiene lugar la unión de Harriet y David—. Harriet es criticada por sus amigos por mantenerse virgen durante su soltería, por lo que era tildada como una inadaptada; David por su parte, es conservador y anticuado. Cuando los dos se ven y se conocen en una fiesta de oficina, inmediatamente creen que fueron hechos el uno para el otro, mitigando su alteridad social formando una familia. Sin embargo, sus propias experiencias siendo juzgados por sus creencias y posturas no los hicieron más compasivos hacia aquellos catalogados como diferentes (ya sea por sus perspectivas o capacidades), en cambio, terminan reforzando sus valores tradicionales, lo que los cierra a la idea de que las personas que son diferentes a ellos deben ser aceptados y valorados.
Esto se muestra claramente con la llegada de Ben, su quinto hijo. Inmediatamente, los padres se muestran incapaces de establecer una conexión —o incluso de sentir amor— hacia él, usando adjetivos como «retroceso», «duende» y «troll» para referirse a Ben. Este nuevo hijo interrumpe la vida familiar tradicional a la que Harriet y David creen que tienen derecho, y en lugar de enfocarse en adaptarse a las necesidades de Ben y cambiar sus expectativas familiares para explicar y acomodarse a su existencia, Harriet insiste en que Ben tiene que cambiar, mientras que David cree que deben recluirlo en una institución para preservar la dinámica familiar que existía antes de su nacimiento.Para su conformista y suburbana familia, Ben representa un «eslabón incivilizado» en la especie humana, por lo que debe ser domado o excluido de la vida moderna familiar y de la sociedad.
La familia de Ben perjudica a Ben porque se rehúsan a aceptar sus diferencias, pero otros personajes de la historia perjudican a Ben por todo lo contrario: lo aceptan únicamente bajo el pretexto de que él no tiene diferencias. A lo largo de la novela, el doctor que frecuenta Ben manipula a Harriet, pretendiendo que no hay nada inusual en el niño y sugiriendo que la culpa recae en el comportamiento histérico y paranoico de la madre. Los maestros de la escuela de Ben también actúan como si no hubiera nada extraordinario en él, a pesar de su inhabilidad de retener conocimiento en las clases que le imparten. Cuando se rehúsan a admitir la incapacidad y alteridad de Ben, su doctor y sus maestros hacen mal porque no lo están preparando para la vida adulta, al negarle una educación y un tratamiento adecuados, que pueden hacerle bien. A pesar de que la familia de Ben se rehúsa a aceptarlo como es, y su doctor y sus maestros se niegan a reconocerlo como es, él encuentra refugio de su alteridad entre la gente que lo acepta como es, entendiendo y aceptando sus diferencias. Por ejemplo, el apego de Ben a John, un joven desempleado que su madre contrata para que cuide de él, estuvo impulsado por la disposición de John de interactuar con él, tratándolo incluso como un cachorro desobediente e hiperactivo. John es amistoso pero firme, accediendo a jugar con Ben, mientras le imparte órdenes. La pandilla callejera a la que Ben se une (un grupo de marginales como él) en la secundaria lo aceptan, eventualmente lo ascienden a una posición de liderazgo sobre ellos mientras Ben convierte la casa de los Lovatt en una especie de club para ellos. Estas relaciones demuestran que Ben es capaz de forjar conexiones sociales similares a las existentes entre miembros de una misma familia, con personas que lo entienden y aceptan, eclipsando a las acciones de la familia que lo rechaza por su alteridad. 
Las relaciones amistosas de Ben fuera de su círculo familiar indican que, si su familia hubiera aceptado sus diferencias, tal vez ellos también pudieron haberse conectado con él, haciéndolo parte de la familia. Esto finalmente no sucede, como queda evidenciado en la secuencia que Lessing publicó doce años después de El quinto hijo, titulada Ben, en el mundo.